# 上昂格盧斯山

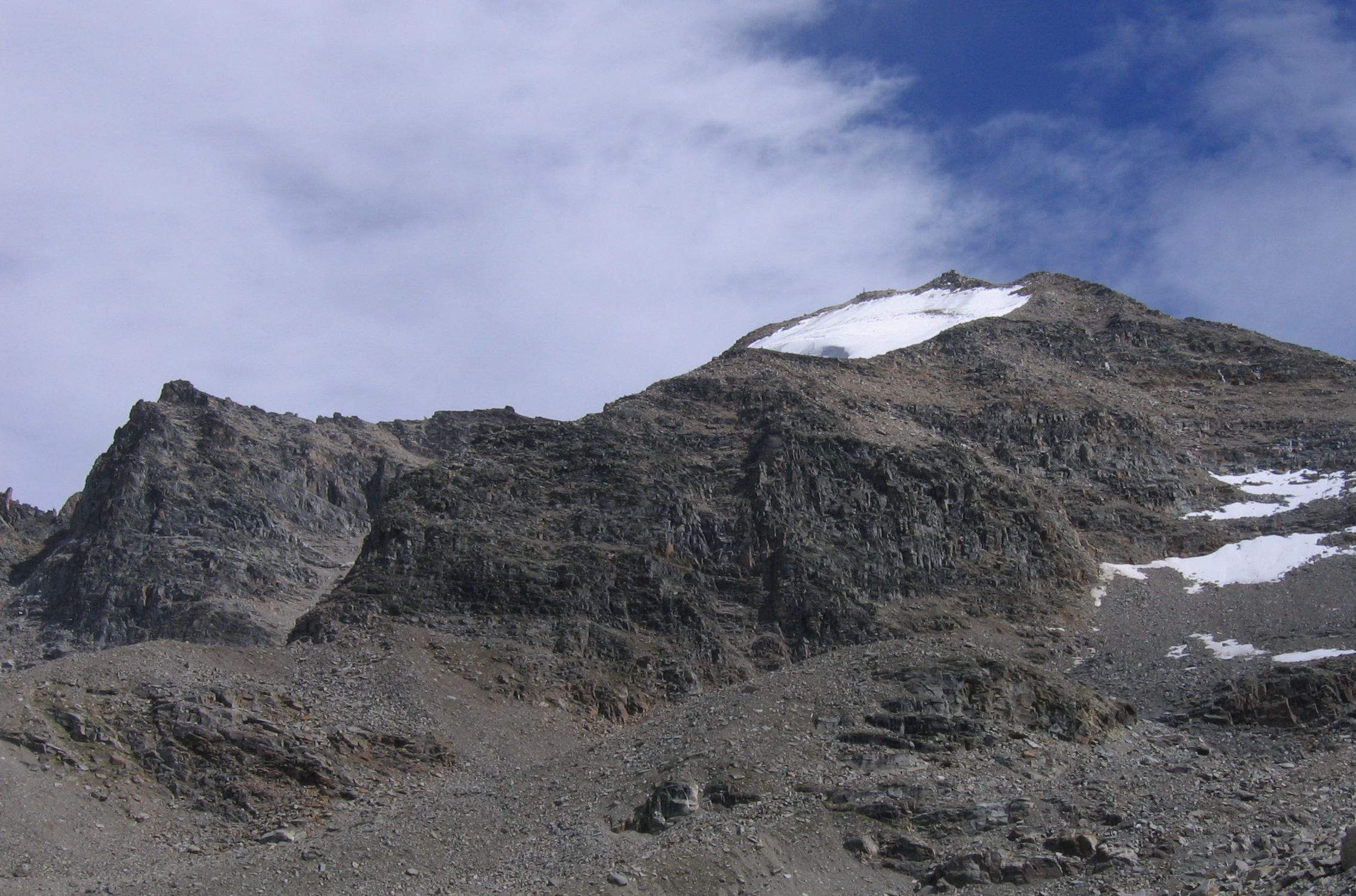

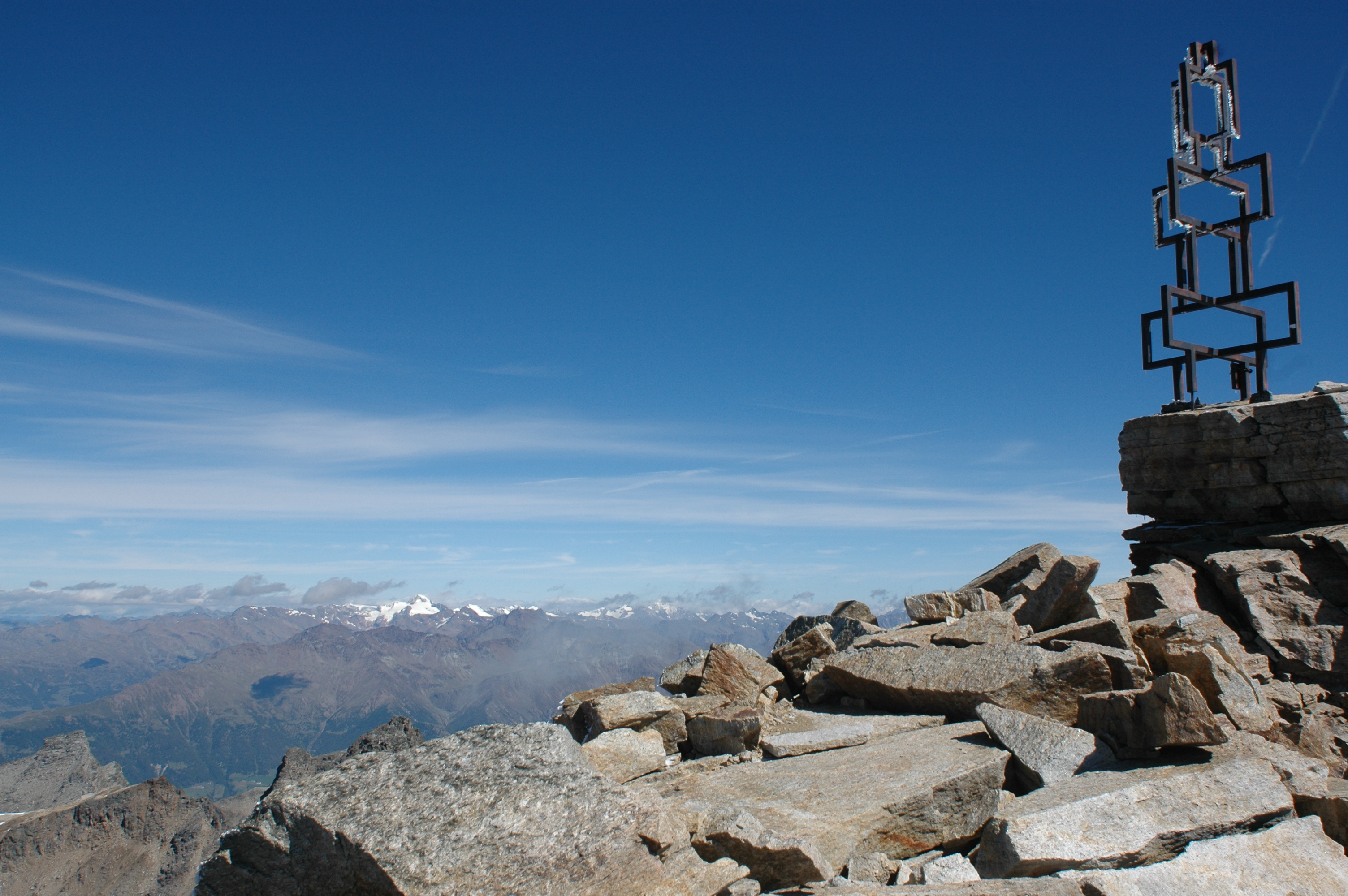

46°32′41″N 10°38′54″E / 46.544831°N 10.648269°E
上昂格盧斯山（德語：Hoher Angelus），是意大利的山峰，位於該國東北部，由博爾扎諾-南蒂羅爾自治省負責管轄，屬於奥特莱斯山的一部分，海拔高度3,521米，人類在1868年8月8日首次登頂。